# تيمور رجبوف
تيمور رجبوف (بالأذرية: Teymur Rəcəbov) هو لاعب شطرنج أذربيجاني ولد في 12 مارس 1987 في مدينة باكو
و هو اصغر لاعب في العالم دخل ضمن قائمة ال 100 وكان عمره 14 سنة.

## تيمور ردجبوف وكاسبروف
كلا اللاعبيين من مدينة باكو بأذربيجان (إلا أن كاسبروف كان يحمل الجنسية الروسية ويلعب لروسيا).. وكلاهما من أب يهودي، التقيا في اربع مبارايات "standered" وفاز تيمور في مباراة شهيرة وتعادلا في 3 مبارايات.. ولم يفز ابدا كاسبروف على ردجبوف في الا في مباراة واحده وكانت "rapid"
اما المباراة الشهيرة التي فاز فيها رجبوف كانت في بطولة "linares chess tournament" سنة 2003 وكان عمر رجبوف حينها 14 سنة فقط.
وبتلك المباراة أصبح اصغر لاعب في العالم يفور على بطل العالم على مدار التاريخ.

## روابط خارجية
- تيمور رجبوف على موقع الاتحاد الدولي للشطرنج (الإنجليزية)
- تيمور رجبوف على موقع مباريات الشطرنج (الإنجليزية)
- تيمور رجبوف على موقع 365Chess.com (الإنجليزية)
- تيمور رجبوف على موقع Chesstempo.com (الإنجليزية)
- تيمور رجبوف سجل أولمبياد الشطرنج على موقع OlimpBase.org (الإنجليزية)